# Lineáris függetlenség

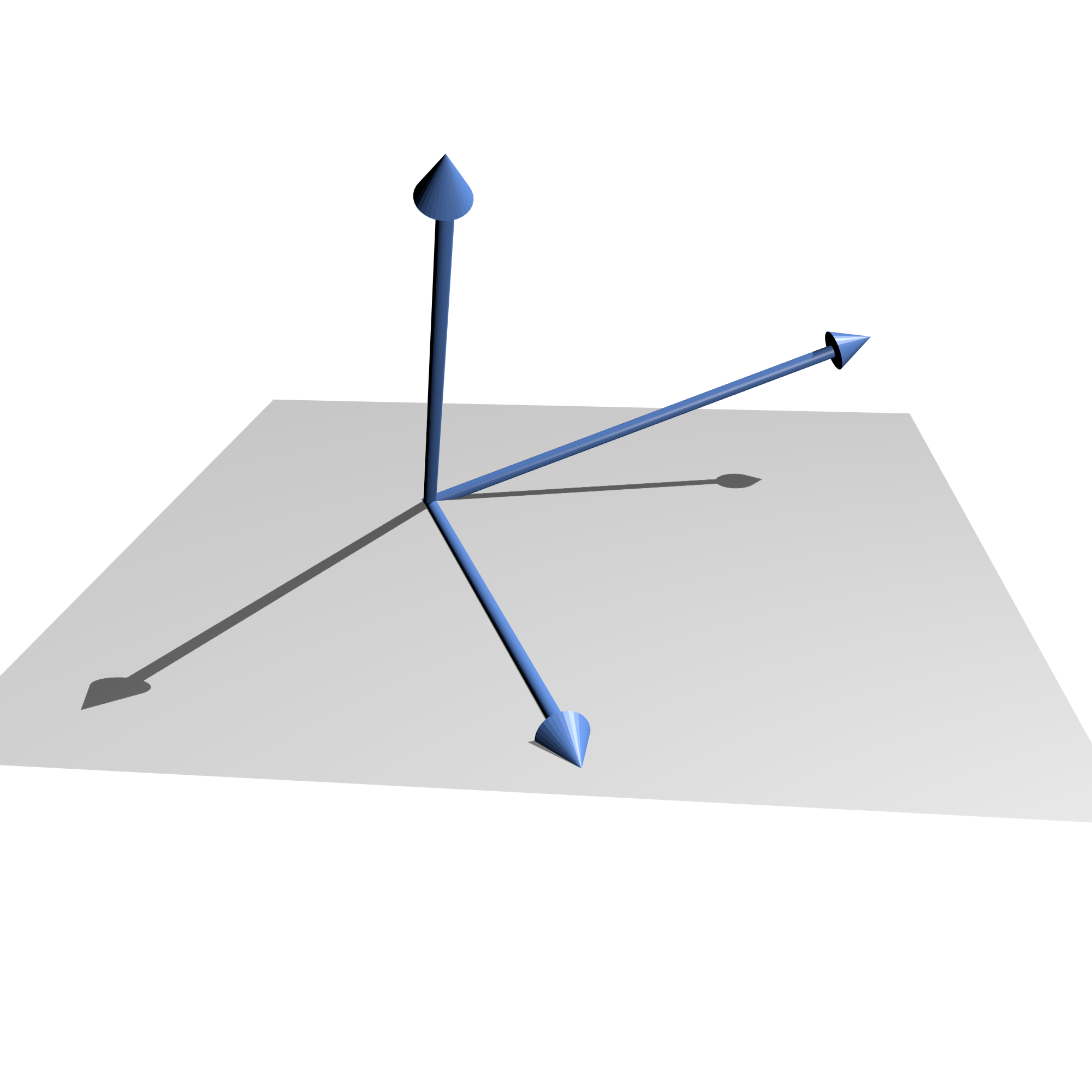
Lineárisan független vektorok az ℝ^{3} vektortérben

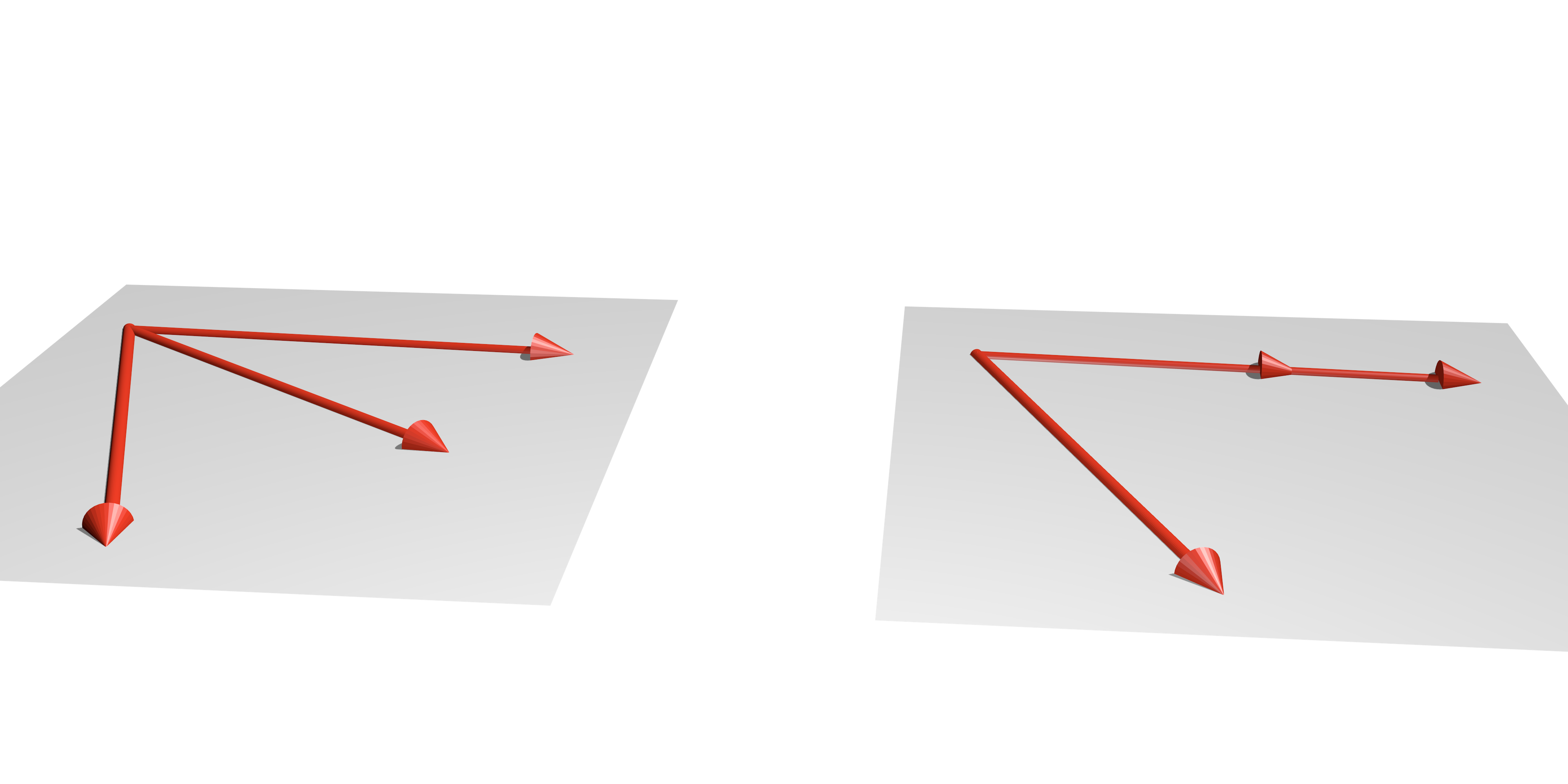
Lineárisan összefüggő vektorok az ℝ^{3} vektortér egy síkjában

A lineáris algebrában vektorok egy halmazát lineárisan függetlennek nevezzük, ha egyikük sem fejezhető ki a többi vektor lineáris kombinációjaként. Ellenkező esetben lineárisan összefüggő vektorokról beszélünk.
Például a háromdimenziós euklidészi térben az {\displaystyle (1,0,0)}, {\displaystyle (0,1,0)} és {\displaystyle (0,0,1)} vektorok lineárisan függetlenek. Ellenben az {\displaystyle (2,{-1},1)}, {\displaystyle (1,0,1)} és {\displaystyle (3,{-1},2)} vektorok lineárisan összefüggők, ami többféleképpen is megmutatható:
- A harmadik vektor az első két vektor összege.
- Az első vektor előáll a harmadik és a második vektor különbségeként.
- A második vektor előáll a harmadik és a második különbségeként.
- A nullvektor előáll, ha a harmadik vektorból kivonjuk az első két vektor összegét.

Szintén lineárisan összefüggők az {\displaystyle (1,2,{-3})}, {\displaystyle ({-2},{-4},6)} és {\displaystyle (1,1,1)} vektorok, habár a harmadik vektor nem áll elő az első két vektor lineáris kombinációjaként. Az összefüggés azért áll fenn, mert {\displaystyle 2\cdot (1,2,{-3})+({-2},{-4},6)=(0,0,0)}.

## Definíció
V egy tetszőleges F test feletti vektortér.

A v1,…,vn ∈ V vektorok lineárisan függetlenek, ha lineáris kombinációjuk csak úgy lehet a nullvektor, ha mindegyik λi=0. Azaz
{\displaystyle \lambda _{1}\mathbf {v} _{1}+\ldots +\lambda _{n}\mathbf {v} _{n}=\mathbf {0} \Rightarrow \lambda _{i}=0,\,\,i=1,\ldots ,n}
Végtelen sok vektor lineáris függetlenségén azt értjük, hogy közülük bármely véges sok lineárisan független. 

A v1,…,vn ∈ V vektorok lineárisan összefüggőek, ha lineárisan nem függetlenek, tehát 

{\displaystyle \exists \ \lambda _{1},\ldots ,\lambda _{n}\in \mathbf {F} }
nem mind nulla skalár, vagyis legalább egy közülük nem nulla, hogy

{\displaystyle \lambda _{1}\mathbf {v} _{1}+\ldots +\lambda _{n}\mathbf {v} _{n}=\mathbf {0} .}
Megjegyzés: A jobb oldalon nem az F-beli nullelem, hanem a nullvektor szerepel.
A fogalmat használják vektorterek tetszőleges részhalmazaira is használják. Egy {\displaystyle V} vektortér egy {\displaystyle S\subseteq V} részhalmaza lineárisan független, ha az {\displaystyle S} halmaz összes különböző vektorokból álló vektorpárja lineárisan független. Figyeljünk a következő különbségre: Ha {\displaystyle ({\vec {v}}_{1},{\vec {v}}_{2})} lineárisan független család, akkor {\displaystyle ({\vec {v}}_{1},{\vec {v}}_{1},{\vec {v}}_{2})} nyilván lineárisan összefüggő család. Ezzel szemben az {\displaystyle \{{\vec {v}}_{1},{\vec {v}}_{1},{\vec {v}}_{2}\}=\{{\vec {v}}_{1},{\vec {v}}_{2}\}} halmaz lineárisan független.

## Tulajdonságok
1. Egy lineárisan független rendszerből tetszőleges vektort elhagyva is lineárisan független rendszert kapunk.
2. Lineárisan független vektorcsalád minden részcsaládja lineárisan független.
3. Egy lineárisan összefüggő rendszerhez tetszőleges vektort hozzávéve is lineárisan összefüggő rendszerhez jutunk.
4. Bármely vektorcsalád, ami tartalmaz lineárisan összefüggő vektorcsaládot, szintén lineárisan összefüggő.
5. Legalább kételemű vektorrendszer akkor és csak akkor lineárisan összefüggő, ha létezik olyan vektor benne, mely előáll a többi vektor lineáris kombinációjaként.
6. Ha egy lineárisan független rendszerhez egy vektort hozzávéve összefüggő rendszert kapunk, akkor az utólag hozzávett vektor előáll az eredeti vektorok lineáris kombinációjaként.
7. Ha egy v vektor előáll a v1,…,vn vektorok lineáris kombinációjaként, akkor ez az előállítás akkor és csak akkor egyértelmű, ha v1,…,vn lineárisan függetlenek.
8. Egy {\displaystyle K} fölötti {\displaystyle V} vektortér elemeiből képzett {\displaystyle (v_{i})_{i\in I}} család pontosan akkor lineárisan független, ha a {\displaystyle m\colon K^{(I)}\to V,(s_{i})_{i\in I}\mapsto \sum _{i:s_{i}\neq 0}s_{i}\cdot v_{i}} lineáris leképezés magtere {\displaystyle \{0\}}.
9. A {\displaystyle {\vec {v}}_{1},\ldots ,{\vec {v}}_{n}} vektorok lineáris függetlenek, ha egyikük sem áll elő a többi lineáris kombinációjaként. Ez a tulajdonság nem vihető át gyűrű fölötti modulusra.
10. Az előző állítás egy változata az összefüggési lemma: Ha {\displaystyle {\vec {v}}_{1},\ldots ,{\vec {v}}_{n}} lineárisan függetlenek, de {\displaystyle {\vec {v}}_{1},\ldots ,{\vec {v}}_{n},{\vec {w}}} lineárisan összefüggők, akkor {\displaystyle {\vec {w}}} előáll {\displaystyle {\vec {v}}_{1},\ldots ,{\vec {v}}_{n}} lineáris kombinációjaként.
11. A vektorok elemi átalakításai nem változtatnak a lineáris függetlenségen vagy összefüggésen.
12. Ha az egyik {\displaystyle {\vec {v}}_{i}} nullvektor (legyen ez {\displaystyle {\vec {v}}_{j}={\vec {0}}}), akkor a család lineárisan összefüggő. Ez beláthat úgy, hogy a lineáris kombinációban minden együttható nulla, kivéve az {\displaystyle a_{j}} együtthatót, ami tetszőleg, nullától különböző szám.
13. Ha a vektortér dimenziója {\displaystyle d}, akkor minden {\displaystyle d}-nél több elemű vektorból álló család lineárisan összefüggő.

## Bizonyítás determinánssal
Adva legyen egy {\displaystyle n} dimenziós vektortér egy rögzített bázissal! Ekkor, ha adva van {\displaystyle n} vektor a bázisban, akkor lineáris függésük eldönthető úgy, hogy oszlop-vagy sorvektorként betesszük őket egy mátrixba, és eldöntjük, hogy a mátrix determinánsa nulla-e. Ha a determináns nulla, akkor lineárisan összefüggők, különben lineárisan függetlenek.

## Vektortér bázisa
Vektorterekben a bázisok lineárisan független generátorrendszerek. A bázisok lehetővé teszik, hogy véges dimenziós terekben koordinátákkal írjuk le a vektorokat és a lineáris transzformációkat, így könnyebben tudunk velük számolni.

## Példák
- Az {\displaystyle {\vec {u}}} és {\displaystyle {\vec {v}}} vektorok lineárisan függetlenek, mert egy síkot definiálnak.
- Az {\displaystyle {\vec {u}}}, {\displaystyle {\vec {v}}} és {\displaystyle {\vec {w}}} vektorok lineárisan összefüggőek, mivel egy síkban fekszenek.
- Az {\displaystyle {\vec {u}}} és {\displaystyle {\vec {j}}} vektorok lineárisan összefüggnek, mivel párhuzamosak egymással.
- A {\displaystyle {\vec {0}}} és a {\displaystyle {\vec {k}}} vektorok lineárisan összefüggnek, mivel {\displaystyle {\vec {0}}=0\cdot {\vec {k}}}.
- Az {\displaystyle {\vec {u}}}, {\displaystyle {\vec {v}}} és {\displaystyle {\vec {k}}} vektorok lineárisan függetlenek, mivel {\displaystyle {\vec {u}}} és {\displaystyle {\vec {v}}} lineárisan független, és {\displaystyle {\vec {k}}} nem áll elő a két vektor lineáris kombinációjaként, illetve nem esik az általuk meghatározott síkba. Ezek a vektorok egy háromdimenziós teret határoznak meg.

### Egyetlen vektor
Legyen {\displaystyle V} vektortér a {\displaystyle K} test fölött! Ekkor a {\displaystyle {\vec {v}}\in V} vektor akkor és csak akkor alkot lineárisan független halmazt, vagy családot, ha különbözik a nullvektortól. 
Mivelhogy
{\displaystyle a\,{\vec {v}}={\vec {0}}}, ahol {\displaystyle a\in K}, {\displaystyle {\vec {v}}\in V}
csak {\displaystyle a=0} vagy {\displaystyle {\vec {v}}={\vec {0}}} esetén lehet igaz.

### Síkvektorok
Az {\displaystyle {\vec {u}}={\begin{pmatrix}1\\1\end{pmatrix}}} és {\displaystyle {\vec {v}}={\begin{pmatrix}-3\\2\end{pmatrix}}} síkvektorok lineárisan függetlenek {\displaystyle \mathbb {R} ^{2}}-ben.
Legyen ugyanis {\displaystyle a,b\in \mathbb {R} }, ekkor 
{\displaystyle a\,{\vec {u}}+b\,{\vec {v}}={\vec {0}},}
így
{\displaystyle a\,{\begin{pmatrix}1\\1\end{pmatrix}}+b\,{\begin{pmatrix}-3\\2\end{pmatrix}}={\begin{pmatrix}0\\0\end{pmatrix}}}

Ekkor
{\displaystyle {\begin{pmatrix}a-3b\\a+2b\end{pmatrix}}={\begin{pmatrix}0\\0\end{pmatrix}},}
tehát
{\displaystyle a-3b=0\ \wedge \ a+2b=0.}
Ennek az egyenletrendszernek az egyedüli megoldása {\displaystyle a=0}, {\displaystyle b=0}, azaz a triviális megoldás. Emiatt  {\displaystyle {\vec {u}}} és {\displaystyle {\vec {v}}} lineárisan független.

### Standard bázis
A kanonikus egységvektorok lineárisan függetlenek {\displaystyle \mathbb {R} ^{n}}-ben, ahol:
{\displaystyle {\begin{matrix}{\vec {e}}_{1}&=&(1,0,0,\dots ,0),\\{\vec {e}}_{2}&=&(0,1,0,\dots ,0),\\&\vdots &\\{\vec {e}}_{n}&=&(0,0,0,\dots ,1)\end{matrix}}}
Bizonyítás:
Legyenek {\displaystyle a_{1},a_{2},\dots ,a_{n}\in \mathbb {R} } úgy, hogy
{\displaystyle a_{1}\,{\vec {e}}_{1}+a_{2}\,{\vec {e}}_{2}+\dotsb +a_{n}\,{\vec {e}}_{n}={\vec {0}}.}
Ekkor azonban
{\displaystyle a_{1}\,{\vec {e}}_{1}+a_{2}\,{\vec {e}}_{2}+\dots +a_{n}\,{\vec {e}}_{n}=(a_{1},a_{2},\ \dots ,a_{n})={\vec {0}},}
innen  {\displaystyle a_{i}=0} minden {\displaystyle i\in \{1,2,\dots ,n\}} esetén.

### Függvények
Legyen {\displaystyle V} a {\displaystyle f\colon \mathbb {R} \to \mathbb {R} } függvények vektortere! Ekkor {\displaystyle \mathrm {e} ^{t}} és {\displaystyle \mathrm {e} ^{2t}} lineárisan független {\displaystyle V}-ben.
Bizonyítás: Legyenek {\displaystyle a,b\in \mathbb {R} } úgy, hogy
{\displaystyle a\,\mathrm {e} ^{t}+b\,\mathrm {e} ^{2t}=0}
minden {\displaystyle t\in \mathbb {R} }-re. Ha {\displaystyle t} szerint deriválunk, akkor a következő egyenletet kapjuk:
{\displaystyle a\,\mathrm {e} ^{t}+2b\,\mathrm {e} ^{2t}=0}.
Kivonva a második egyenletet az elsőből:
{\displaystyle b\,\mathrm {e} ^{2t}=0}.
Mivel az egyenlőség teljhesül minden {\displaystyle t}-re, így a {\displaystyle t=0} helyettesítéssel kapjuk, hogy {\displaystyle b=0}. Ezt visszahelyettesítve az első egyenletbe adódik, hogy:
{\displaystyle a\,\mathrm {e} ^{t}+0=0}.
Innen következik, hogy {\displaystyle t=0} esetén {\displaystyle a=0} kell, hogy legyen. Mivel az egyenletrendszernek csak a triviális megoldása létezik, azért {\displaystyle \mathrm {e} ^{t}} és {\displaystyle \mathrm {e} ^{2t}} lineárisan független {\displaystyle V}-ben.

### Sorok
Legyen {\displaystyle V} a valós értékű, folytonos  {\displaystyle f\colon (0,1)\to \mathbb {R} } függvények vektortere! Ekkor teljesül, hogy
{\displaystyle {\frac {1}{1-x}}=\sum _{n=0}^{\infty }x^{n},}
azonban {\displaystyle {\tfrac {1}{1-x}},1,x,x^{2},\ldots } lineárisan függetlenek. Ennek az az oka, hogy {\displaystyle x} hatványai polinomok, és nem általános hatványsorok, így 1 környezetében korlátosak, tehát {\displaystyle {\tfrac {1}{1-x}}} nem áll elő a hatványok lineáris kombinációjaként.

### Mátrix sorai és oszlopai
Érdekes az a kérdés is, hogy egy mátrix sorai vagy oszlopai lineárisan függetlenek-e. Itt a sorokat vagy az oszlopokat vektoroknak tekintjük. A négyzetes mátrix az érdekesebb eset, hiszen ha egy vektorcsalád több elemet tartalmaz, mint amennyi dimenziós, akkor lineárisan összefüggő; így ha egy mátrix nem négyzetes, akkor vagy sorai, vagy oszlopai lineárisan összefüggnek. Ha egy négyzetes mátrix sorai lineárisan függetlenek, akkor oszlopai is; a mátrix determinánsa különbözik nullától és invertálható. Ezeket a mátrixokat regulárisnak nevezik. Ellenkező esetben a sorok lineárisan összefüggnek, így az oszlopok is; a mátrix determinánsa egyenlő nullával, és nem invertálható. Ezek a mátrixok szingulárisak.

### Racionális függetlenség
A valós számoknak az a halmaza, melyek mint együtthatók lineárisan függetlenek a racionális számok fölött, racionálisan függetlenek, összemérhetetlenek vagy inkommenzurábilisak. Például {\displaystyle \lbrace 1,\,{\tfrac {1}{\sqrt {2}}}\rbrace } racionálisan független, míg {\displaystyle \lbrace 1,\,{\tfrac {1}{\sqrt {2}}},1+{\sqrt {2}}\rbrace } racionálisan összefüggő.

## Általánosítások
A lineáris függetlenség analóg módon definiálható modulusok elemein. A bázissal rendelkező modulusokat szabad modulusnak nevezik.
A lineáris függetlenség tovább általánosítható halmazokra, lásd még: matroid.

## Fordítás
Ez a szócikk részben vagy egészben  a   Lineare Unabhängigkeit című német Wikipédia-szócikk fordításán alapul.  Az eredeti cikk szerkesztőit annak laptörténete sorolja fel. Ez a jelzés csupán a megfogalmazás eredetét és a szerzői jogokat jelzi, nem szolgál a cikkben szereplő információk forrásmegjelöléseként.

## Lásd még
- Duális tér
- Lineáris algebra
- Lineáris leképezés
- Tenzor
- Vektor
- Vektortér